# 가토 고이치 (1939년)
가토 고이치(加藤紘一, 1939년(쇼와 14년) 6월 17일 ~ 2016년(헤이세이 28년) 9월 9일)는 일본의 정치인이다. 자유민주당 소속으로 굉지회의 프린스로 불렸으며 야마사키 다쿠, 고이즈미 준이치로와 함께 YKK를 결성하여 활동한 적이 있다. 중의원 의원 13선을 지냈으며 방위청 장관, 내각관방장관, 자민당 정조회장·간사장·굉지회장을 역임했다. 총리에 가장 가까운 남자로 손꼽혔지만 가토의 난과 비서의 탈세 의혹으로 총리직에 오르지 못한 채 정치 생활을 마감했다.

## 생애

### 청년기
아이치현 나고야시 히가시구 시라카베에서 가토 세이조의 다섯째 아들로 태어났다. 야마가타현 쓰루오카시에서 자랐으며 1952년 쓰루오카 제3중학교에 입학했다.
아버지가 자유당 공천을 받아 제25회 일본 중의원 의원 총선거에 출마해 당선되어 국회의원이 된 뒤 가족이 모두 도쿄도로 이주했다. 가토도 이때 고지마치 중학교로 전학갔으며 졸업 후에는 도쿄도립 히비야 고등학교에 입학했다가 1958년 졸업했다.
도쿄 대학 이과에 지원했으나 떨어졌고 다음해 문과에 합격했다. 대학 졸업 후 1963년 아사히 신문 입사 시험에 합격했으나 외교관 시험에는 떨어졌다. 다음해 다시 외교관 시험에 응시하여 합격하고 외무성에 들어갔다. 외교관으로 재직할 때 국립 타이완 대학과 하버드 대학교에서 유학했으며 1967년 홍콩 부영사로 있을 때 결혼했다. 1970년 일본에 돌아와 아시아국 중국과 차석사무관이 되었고 얼마 뒤 아버지가 사망했다.

### 정치 생활
아버지 사후 지역구를 물려받아 1971년 차기 총선 출마를 표명했다. 가토의 아내는 훗날 총리대신을 지내는 나카소네 야스히로의 딸과 소꿉친구였고 아내가 부모를 일찍 여의었기 때문에 결혼식 때 신부의 부모 대신 나카소네가 참석했다. 이 인연으로 나카소네는 가토에게 자신의 파벌에 들어올 것을 권했으나 가토는 나카소네와는 잘 안 맞는다며 이를 거절하고 외무성 중국과장을 지낸 하시모토 히로시의 소개로 다나카 가쿠에이의 파벌에 들어가고자 했다. 하지만 다나카의 비서인 하야사카 시게조가 가토의 지역구인 야마가타현2구는 다나카의 파벌에 속하는 사람이 없어 가토를 영입하기에는 다나카도 부담스럽다며 대신 오히라 마사요시의 파벌인 굉지회에 들어갈 것을 권했다. 오히라는 가토의 아버지와 초선 동기이기도 했기에 가토는 오히라의 파벌에 들어갔다. 훗날 가토는 회상록 등을 통해 자신이 정치인이 되었던 것은 닉슨 쇼크처럼 미국이 중요한 외교 사항을 일본에게 알려주지 않았던 것에 대한 충격으로 관료로서의 한계를 깨달았기 때문이라고 밝혔다.
1972년 제33회 일본 중의원 의원 총선거 때 자민당 공천을 받아 출마하여 당선됐다. 1978년 내각관방부장관이 되었다. 1980년 나리타 공항 문제와 관련하여 산리즈카 투쟁 해결을 위해 반대파와의 물밑 교섭에 나서기도 했지만 실패했다.
1984년 제2차 나카소네 내각 (제1차 개조) 때 방위청 장관으로서 처음 입각했다. 1991년 미야자와 내각에서 내각관방장관으로 다시 입각했으며 이때 가토 담화라고 알려진 '한반도 출신자의 소위 종군 위안부 문제에 관한 내각관방장관 발표'가 이루어졌다.
1993년 제40회 일본 중의원 의원 총선거에서 패배하여 창당 이래 처음 야당으로 추락한 자민당은 1994년 7월 10개월만에 여당에 복귀했고 가토는 고노 요헤이 총재 아래서 정조회장에 취임했다. 당시 자민당은 일본사회당, 신당 사키가케와 자사사 연립 정권을 구성하고 있었는데 가토는 자사사 연립의 지지자 중 한 명이었다.
1994년 8월 중화인민공화국을 방문해 중국인민항일전쟁기념관을 찾았다. 가토는 "이곳에 오는 것은 오랜 바람이었다", "내년은 종전한지 50년이 된다. 일본에선 50년을 어떻게 맞이하면 좋을지 의논하고 있으며 일중 전쟁이 본격적으로 시작한 계기가 된 루거우차오를 방문한 것은 의의가 깊다"고 말했다.
1995년 일본 자유민주당 총재 선거 당시 같은 파벌이던 고노가 아닌 헤이세이 연구회의 하시모토 류타로를 지지했고 하시모토가 총재직에 오르자 간사장에 취임했다. 다음해 제41회 일본 중의원 의원 총선거에서 오자와 이치로가 이끄는 신진당과의 양당 대결을 승리로 이끌었다. 선거 직후 자민당은 과반수에 미달했지만 노나카 히로무 간사장 대리와 함께 신진당의 의원들을 영입하는 공작을 벌여 자민당은 단독으로 중의원 과반수 복귀를 이루어냈다.
하지만 1998년 7월 제18회 일본 참의원 의원 통상선거에서 자민당이 대패하면서 간사장직에서 물러났다. 이후에도 당내 정치적 영향력을 유지했고 함께 물러났던 하시모토의 후임으로 오부치 게이조를 지지하여 이를 이루어냈다. 그해 12월 굉지회 회장인 미야자와 기이치가 회장직에서 물러나자 이를 물려받아 염원하던 굉지회 회장직에 취임했다. 하지만 1999년 일본 자유민주당 총재 선거 때 오부치가 자자공 연립 정권을 지지하자 이에 반발하여 야마사키와 함께 출마했으나 패배했고 재선에 성공한 오부치는 개각을 하면서 가토와 야마사키의 파벌을 냉대하여 당내 비주류로 입장이 바뀌었다. 2000년 총리로 취임한 모리 요시로가 낮은 지지율임에도 불구하고 정권을 이어갈 뜻을 보이자 야당이 제출한 내각불신임안에 찬동할 뜻을 보였다. 이른바 가토의 난을 일으킨 것인데 노나카와 고이즈미의 반격으로 실패했고 그 후유증으로 굉지회는 분열하고 말았다.
2001년 12월 중의원 테러대책특별위원장에 취임했다. 2002년 3월 비서가 탈세 의혹으로 체포되는 사건이 일어나자 굉지회 회장직을 사임하고 자민당도 탈당했다. 다음 달에는 의원직에서도 물러났다가 2003년 제43회 일본 중의원 의원 총선거 때 무소속으로 당선돼 국회에 복귀했다. 하지만 총재 후보로서의 지위는 이걸로 완전히 끝장나고 말았다. 이후 자민당에도 복당한 뒤 굉지회 최고고문이 되었다. 하지만 2005년 9월 굉지회 최고고문직을 사임하고 굉지회도 탈퇴했다. 나중에 굉지회의 계보를 잇는 세 파벌(아소파, 고가파, 다니가키파)의 통합에 관한 대굉지회 구상이 부상하자 가토는 긍정적인 태도를 보이면서도 자신이 파벌에 복귀하는 것에는 신중한 태도를 보였고 이후 줄곧 무파벌을 유지했다.
2006년 8월 15일 17시 50분 경에 자택에 방화 사건이 일어났다. 자민당의 이나다 도모미는 이를 두고 선생의 집이 전소됐다고 가볍게 표현하여 큰 비판을 받았다. 2007년 2월 자민당의 야마사키, 민주당의 센고쿠 요시토, 에다노 유키오, 공명당의 히가시 준지, 사회민주당의 쓰지모토 기요미 등과 함께 초당파적 스터디그룹인 라의 모임을 만들었다.
2008년 7월 일중우호협회장에 취임했다. 같은 달 닛폰BS방송에 출연하여 "납치 피해자는 북조선으로 돌려보내야 한다"고 주장하며 북한과의 외교 교섭이 정체 상태에 머무르고 있는 것은 고이즈미 내각 당시 관방부장관이던 아베가 후쿠다 야스오 관방장관의 안을 뒤엎었기 때문이라고 주장했다. 납치 피해자 가족 등 관련 단체가 거세게 항의하자 가토는 일본이 약속을 어겨 북한이 일본을 불신하게 되었기에 교섭이 정체 상태에 되었다는 취지의 발언이었다고 해명했다.
2009년 1월 야마가타현지사 선거가 열리자 현직 지사였던 사이토 히로시를 지지했지만 사이토는 낙선했다. 그해 9월 제45회 일본 중의원 의원 총선거 때 당선되어 13선 의원이 되었다. 2010년 2월 하토야마 유키오 총리의 비서가 정치자금규정법 위반으로 기소되는 사건이 일어났다. 하토야마는 과거 가토의 비서가 기소되었을 때 비서가 죄를 지었으면 의원도 사퇴해야 한다고 주장한 바 있었는데 하토야마가 총리직에서 물러나길 거부하자 가토는 "어째서 과거와 현재의 발언이 다른가. 총리가 됐다고 책임을 지지 않는건가"라고 비판했다.
2010년 8월 한일 병합 100주년을 계기로 '식민지 지배 과정에서 피해를 입은 한국인과 그 자손들에 대한 일본 정부의 충분한 배상을 촉구'할 것을 목적으로 한 '한일 과거사의 해결과 미래를 향한 평화의원회의'를 만들었다. 대한민국의 국회의원들과 함께 일본이 한국을 병합한 것의 위법성, 전후 보상과 위안부 문제, 재일 한국인의 지방참정권 문제 등의 해결 방법에 관해 논의했는데 당시 평화의원회의에 참여한 의원 중 유일한 자민당 의원이었다.
2012년 12월 제46회 일본 중의원 의원 총선거를 앞두고 가토는 자민당 집행부와 야마가타현지부의 지지를 받았지만 같은 지역구의 참의원이었던 기시 고이치가 이에 반발하며 사카타시장을 지낸 아베 주이치를 지지하여 자민당 후보가 분열되는 상황이 일어났다. 가토는 반 자민당 세력을 결집한 아베에게 패배했으며 73세 이상의 후보자는 비례대표 출마가 인정되지 않는다는 자민당 규정에 따라 비례대표로 부활하는 것에도 실패하여 최종적으로 낙선했다. 당시 선거에서 가토는 자민당 후보로서는 도호쿠 지방에서 유일하게 낙선했다.

### 정계 은퇴
낙선 후에도 정치 활동을 계속하여 2013년 1월 일중우호협회장으로서 무라야마 도미이치 전 총리, 나카타니 겐 전 방위청 장관 등과 함께 중국을 방문하여 중일우호협회장 탕자쉬안과 회담을 했다. 다음 달 중국 인민해방군 해군이 일본 해상자위대 호위함에 화기 관제 레이더를 조사하는 사건이 발생했을 때 가토는 정말로 중국이 그렇게 했냐면서 증거가 있다는 일본 정부의 주장에 이의를 제기했다.
가토는 선거 출마에 대해 목소리를 아끼다가 2013년 4월 셋째 딸 가토 아유코를 후계자로 지명하고 정계를 은퇴했다.

### 사망
2014년 여름 임팔 전투에서 순직한 병사들의 위령을 위해 고가 마코토와 함께 미얀마를 방문했다가 그 곳에서 쓰러져 태국의 한 병원에 입원했다가 일본으로 돌아왔다. 이후에도 요양 생활을 이어가다가 2016년 9월 9일 0시 45분경 폐렴으로 도쿄 시내 병원에서 사망했다. 장례식에는 YKK의 멤버였던 야마사키와 고이즈미를 필두로 총리대신 아베와 아소 다로, 스가 요시히데 등 당시 내각의 멤버들, 그 외 자민당에서 모리, 아오키 미키오, 노나카, 고카 등이, 야당에서 오자와, 시이 가즈오, 쓰지모토, 간 나오토 등이 참석했다.
정부로부터 정3위에 추서되고 욱일대수장을 받았다.

## 참고 문헌
- 『屈託なく生きる』 시로야마 사부로, 고단샤, 1988년 1월, ISBN 4062035863
- 『激動のなかを生きる男たち』 다케무라 겐이치, バンガード, 1998년 7월, ISBN 4915599140
- 『加藤紘一・全人像』 나카 마모루, 行研, 1992년 6월, ISBN 490578686X
- 『自民党・ナンバー2の研究』 아사카와 히로타다, 고단샤, 2002년 7월, ISBN 4062734990
- 『自民党幹事長室の30年』 오쿠시마 사다오, 중앙공론신사, 2002년 12월, ISBN 4120033430
- 『YKK秘録』 야마사키 다쿠, 고단샤, 2016년 7월, ISBN 9784062202121
- 『田中角栄とその時代』 하야사카 시게조, PHP문고, 2016년, ISBN 4569766307
- 『自民党という病』 사타카 마코토·히라노 사다오, 헤본샤, 2018년, ISBN  458285897X

| 전임 모리 요시로 | 일본의 내각관방부장관 1978년 ~ 1980년 | 후임 가와라 쓰토무 |

| 전임 구리하라 유코 | 제43대 일본의 방위청 장관 1984년 11월 1일 ~ 1986년 7월 22일 | 후임 구리하라 유코 |

| 전임 사카모토 미소지 | 제54대 일본의 내각관방장관 1991년 11월 5일 ~ 1992년 12월 12일 | 후임 고노 요헤이 |